# 赤峰路
赤峰路，位于中國上海市虹口区中北部、杨浦区西北部，是一条东起四平路，西至中山北一路的马路。道路全长1.68公里。辟筑于1954年，1980年延伸至东体育会路。1990年代延伸至中山北一路。道路在辟建前，为宝山县郊外的农田。上海轨道交通三号线赤峰路站位于赤峰路中山北一路路口西侧。
21世纪初，杨浦区政府对赤峰路杨浦区段进行产业结构调整，依托同济大学的科教资源，形成赤峰路建筑设计产业链。2003年2月，该街被命名为“同济现代建筑设计街”。

## 交汇道路
交汇道路由东向西为：
- 四平路
- 密云路
- 玉田支路
- 曲阳路
- 东体育会路
- 中山北一路